# Frederic al II-lea al Prusiei
Frederic al II-lea, cel Mare (germană Friedrich II.), (n. 24 ianuarie 1712, Berlin, Regatul Prusiei – d. 17 august 1786, Potsdam, Regatul Prusiei) a fost rege al Prusiei (1740-1786), din dinastia de Hohenzollern, , al 14-lea prinț elector al Sfântului Imperiu Roman sub numele de Frederic IV (Friedrich IV.) de  Brandenburg. A devenit cunoscut sub numele de Frederic cel Mare (Friedrich der Große) și a fost poreclit Der Alte Fritz ("Bătrânul Fritz"). 

## Tinerețe

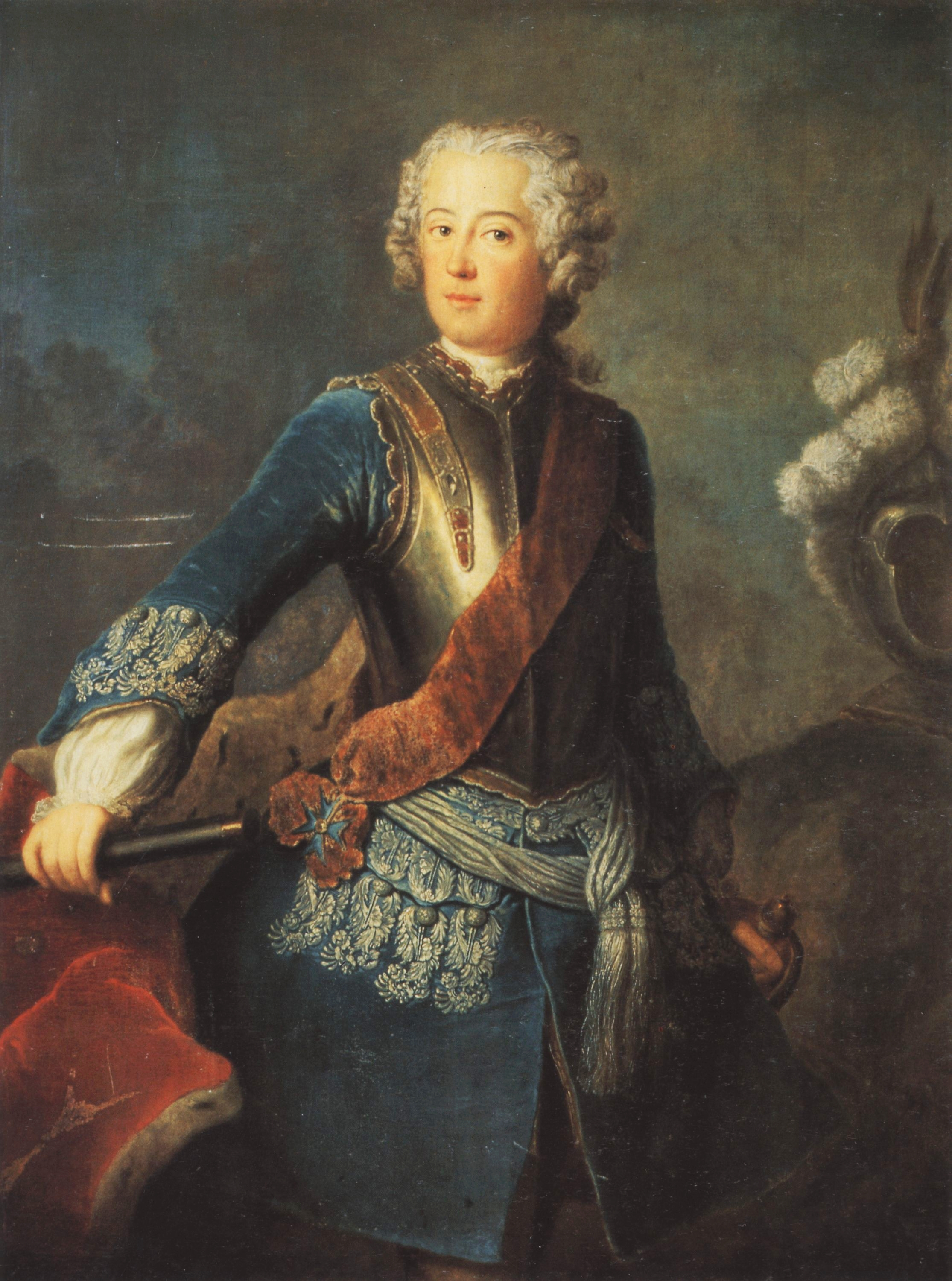
Portret al tânărului Frederic al Prusiei, de Antoine Pesne, anii 1730.

Frederic s-a născut la Berlin ca fiu al regelui Frederic Wilhelm I al Prusiei și al Sofiei  Dorothea de Hanovra. Așa numitul "rege soldat", Frederic Wilhelm a dezvoltat o armată formidabilă, a încurajat centralizarea și a fost cunoscut pentru temperamentul său și autoritarism. Pe de altă parte, Sofia era manierată și bine educată. Tatăl ei, George, elector de Hanovra, a fost moștenitorul reginei Anne a Marii Britanii. George i-a succedat ca regele George I al Marii Britanii în 1714.
Nașterea lui Frederic a fost salutată de bunicul său după ce doi dintre nepoții săi muriseră deja la vârste fragede. Frederic a fost educat de o doamnă franceză, Madame de Montbail, care mai târziu a devenit Madame de Rocoulle; el și-a dorit ca ea să-i educe și copiii. Frederic a învățat franceza și germana simultan. În ciuda dorinței tatălui său ca educația sa să fie în întregime religioasă și pragmatică, tânărul Frederic, cu ajutorul tutorelui său Jacques Duhan, și-a procurat 3000 de volume de poezie, clasici greci și romani, filosofie franceză pentru a-și suplini lecțiile.
În timp ce regele se relaxa bând cu prietenii săi, fiul său căuta alinare în muzică, istorie și filosofie. Pentru militărosul său tată, el era "un băiat efeminat, care nu posedă nici o singură înclinație bărbătească, nu călărește și nu vânează, ba mai mult, se poartă murdar, nu se tunde niciodată și își buclează părul ca un idiot".

## Prinț Moștenitor
Frederic a făcut o alianță cu sora sa, Wilhelmina, cu care a rămas apropiat întreaga viață. La vârsta de 16 ani, Frederic s-a atașat de pajul de 13 ani al regelui, Peter Karl Christoph Keith. Wilhelmina a scris că cei doi „curând au devenit inseparabili. Keith era inteligent dar fără educație. El l-a servit pe fratele meu cu un real devotament și l-a informat de acțiunile regelui”.
Din anul 1730, prințul începe să ducă împreună cu prietenul său Hans Hermann von Katte o viață boemă, încercând să scape de sub controlul tatălui său printr-o încercare de a fugi în Anglia, care eșuează. Cei doi prieteni sunt arestați și închiși în fortăreața Küstrin, unde, Frederic este obligat să privească decapitarea prietenul său care îl ajutase să plănuiască fuga. Corpul și capul prietenului său fost lăsate pe terenul de sub fereastra celulei prințului. Frederic a stat închis la Küstrin doi ani.
După eliberarea din închisoare, Frederic, în calitate de colonel al Regimentului Goltz, a căutat să-și dezvolte abilitățile militare. În 1732, regina Sofia Dorothea a încercat să orchestreze o dublă căsătorie: a lui Frederic și a Wilhelminei (sora lui Frederic) cu Amelia și Frederic, copiii fratelui ei, regele George al II-lea al Marii Britanii. Temându-se de o alianță între Prusia și Marea Britanie, mareșalul von Seckendorff, ambasadorul austriac la Berlin, i-a mituit pe mareșalul von Grumbkow (ministrul prusac de război) și pe Benjamin Reichenbach (ambasadorul prusac la Londra). Discret, cei doi au calomniat curțile britanice și prusace în ochii celor doi regi și în final planul căsătoriei a eșuat.
Frederic Wilhelm considera că Frederic ar trebui să se căsătorească cu Elisabeta de Mecklenburg-Schwerin, nepoata împărătesei Anna a Rusiei, dar la acest plan s-a opus cu ardoare Prințul Eugene de Savoia. Frederic însuși a propus o căsătorie cu Maria Tereza a Austriei în schimbul renunțării la succesiune. Prințul Eugene l-a convins pe Frederic Wilhelm ca prințul moștenitor să se căsătorească cu Elisabeth Christine de Brunswick-Bevern, o rudă protestantă a habsburgilor austrieci.

## Căsătorie
Sub influența prietenilor săi austrieci, Friedrich Wilhelm von Grumbkow și Jacob Paul von Gundling, Frederic se căsătorește la 12 iunie 1733 cu Elisabeth Christine de Brunswick-Wolfenbüttel, fiica lui Ferdinand Albert al II-lea, Duce de Brunswick-Wolfenbüttel.
 
Frederic i-a scris surorii sale despre soția sa că "nu poate fi nici dragoste, nici prietenie între noi" Avea foarte puțin în comun cu mireasa lui și căsătoria politică l-a ofensat ca un exemplu de intervenție austriacă, care a afectat Prusia începând cu anul 1701. După ce Frederic și-a asigurat tronul în 1740, el i-a interzis Elisabetei să viziteze curtea sa de la Potsdam, acordându-i Palatul Schönhausen și apartamentele de la Stadtschloss Berliner.
Căsnicia a rămas fără copii.

## Domnie (1740–1786)

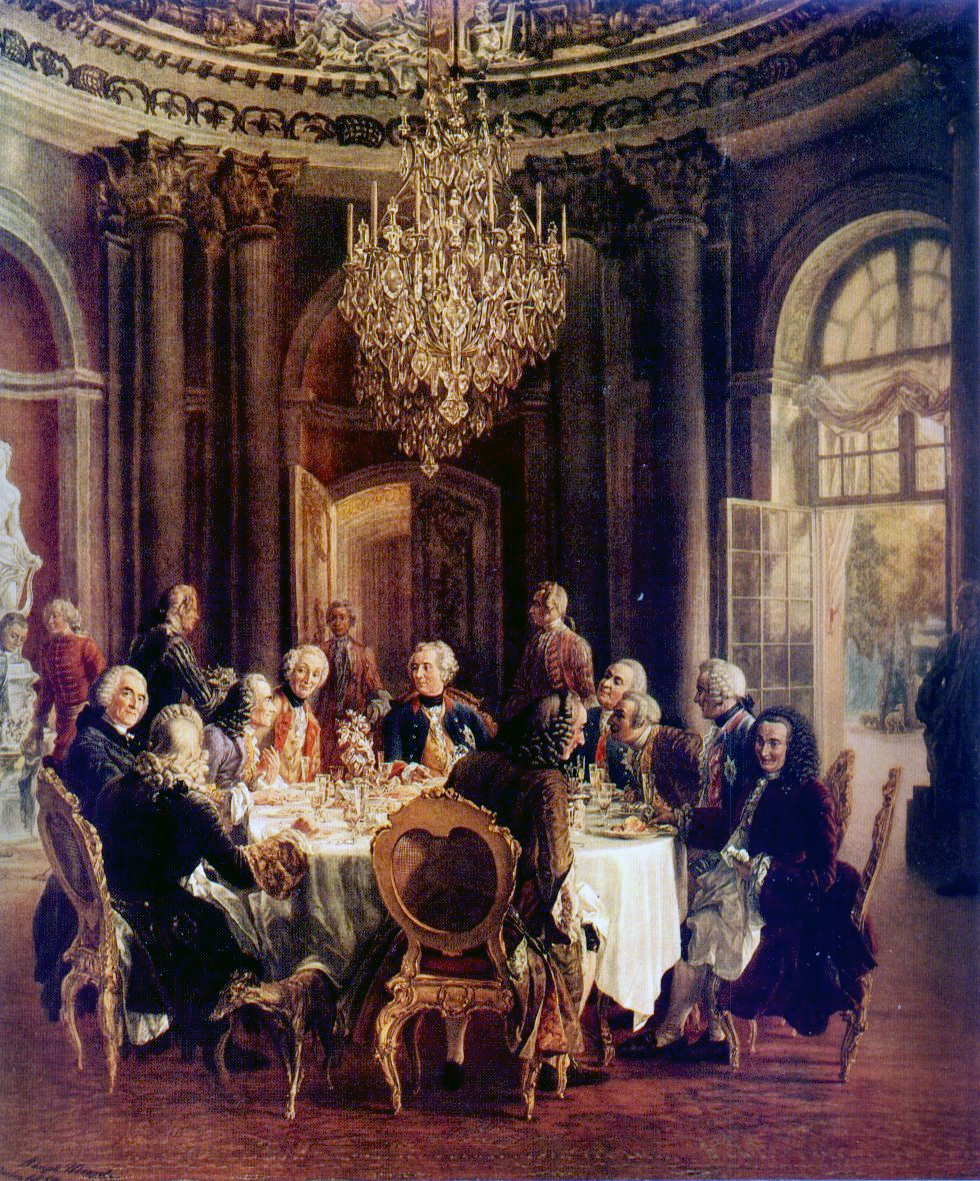
Adolph Menzel: La Masa rotundă regele Friedrich II. (în centru) la Sanssouci cu Voltaire (stânga) și personalități din Academia de știință din Brandenburg și Academia din Berlin; pictură din 1850, Galeria Națională din Berlin.

Prințul Frederic avea 28 de ani când tatăl său Frederic Wilhelm I a murit iar el a urcat pe tronul Prusiei, la 31 mai 1740.  În acel moment Prusia era alcătuită din teritorii împrăștiate, inclusiv ducatul de Cleves, comitatele Mark și Ravensberg în partea de vest a Sfântului Imperiu Roman; Brandenburg, Pomerania în partea de est a Imperiului, și fostul ducat al Prusiei.
Dorind să alipească Prusiei, care era o țară săracă în materii prime, bogata provincie a Sileziei, Frederic a refuzat să recunoască Pragmatica Sancțiune din 1713, un mecanism juridic care să asigure moștenirea Mariei Tereza asupra Austriei. După decesul împăratului Carol al VI-lea, Frederic contestă succesiunea fiicei în vârstă de 23 de ani a lui Carol al VI-lea, Maria Tereza, în special asupra provinciei Silezia. În consecință, războiul de succesiune din Austria a început la 16 decembrie 1740, atunci când Frederic a invadat și ocupat rapid Silezia.
Frederic a ocupat Silezia, cu excepția a trei cetăți la Glogau, Brieg și Breslau, în doar șapte săptămâni, în ciuda drumurilor proaste și a intemperiilor. Cetatea de la Ohlau a căzut aproape imediat în mâinile lui Frederic și a devenit sediul campaniei de iarnă pentru armata lui Frederic. La sfârșitul lunii martie 1741, Frederic a pornit campania din nou, dar a fost forțat să se retragă la un atac surpriză al austriecilor. Prima bătălie reală cu care Frederic s-a confruntat în Silezia a fost bătălia de la Mollwitz la 10 aprilie 1741.  
Deși Frederic a servit de fapt sub prințul Eugen de Savoia, aceasta a fost prima dată când Frederic a comandat o armată. Crezând că armata sa a fost învinsă de austrieci, Frederic a încercat să evite capturarea și a galopat departe lăsându-l pe feldmareșal Kurt Schwerin la comanda armatei. De fapt, prusacii au câștigat bătălia din momentul în care Frederic a fugit. Frederic ar fi declarat ulterior "Mollwitz a fost școala mea".
În Războiul de șapte ani, trupele prusace pătrund în Sachsen (Saxonia) regatul sașilor și îi determină pe vecini să se unească împotriva Prusiei într-o alianță alcătuită din Austria, Franța, Rusia, raportul forțelor fiind de 1:3 în favoarea aliaților. Iscusința strategică a tânărului rege i-a determinat pe contemporani să-l numească Frederic cel Mare. Numai Războiul de Șapte Ani a costat viețile unui milion de oameni, regiuni întregi fiind depopulate, context în care regele este numit monstru de scriitorul german Thomas Mann. După Războiul de succesiune la tronul Austriei, profitând de slăbiciunea acestei țări la încheierea războiului cu Turcia (1739), Prusia devine una dintre cele 5 mari puteri din Europa.
Este perioada când protestanții pretind să fie tratați ca parteneri egali ai catolicilor.
Împărțirea Poloniei (1772) este inițiativa Austriei, care împreună cu Rusia devine aliata Prusiei (1764), iar Prusia anexează Prusia de apus. De la această dată se intitulează el Frederic, regele Prusiei. Ca tânăr monarh a atras atenția regilor și principilor europeni asupra Prusiei prin reformele sale. Printre altele a interzis interogarea prin schingiuire (iunie 1740) și a acordat libertatea religiei. Lozinca lui era eu sunt primul supus statului meu. A contribuit și la dezvoltarea principiilor de drept.
În agricultură, pe timpul său s-a introdus cultura cartofului și s-au asanat mlaștinile Drömling și Oderbruch, s-au introdus reforme în educația militară și s-a trecut la alcătuirea unei structuri stabile de funcționari de stat, fiecare cetățean indiferent de obârșie fiind tratat la fel.
Prusacii, având în vedere avantajele economice ale repopulării regatului, prezintă toleranță față de emigranții care erau de religie sau naționalitate diferită, toți cetățenii putându-se adresa direct cu scrisori regelui. Prusia a fost primul regat european unde s-a introdus libertatea (cu anumite limitări) a presei, ceea ce, într-un sistem feudal, era până atunci de neconceput. Încercarea lui Friedrich de a desființa iobăgia a eșuat în fața rezistenței masive a nobilimii latifundiare.
În timpul domniei lui au fost clădite sute de școli dar, fiind lipsă de cadre didactice, de multe ori erau aduși suplinitori din rândul subofițerilor trecuți în rezervă.
Friedrich cel Mare a murit la data de 17 august 1786 în palatul Sanssouci, fiind înmormântat în Potsdam.